# 帕尔扎尼卡
帕尔扎尼卡（義大利語：Parzanica），是意大利贝加莫省的一个市镇。总面积10平方公里，人口368人，人口密度36.8人/平方公里（2009年）。国家统计（ISTAT）代码为016159。